# Буряк Ганна Панасівна
Ганна Панасівна Буряк (нар. 25 листопада 1942, село Стецівка, тепер Чигиринського району Черкаської області) — українська радянська діячка, машиніст мостового крана виробничого об'єднання «Дніпроенергобудіндустрія» Кіровоградської області. Депутат Верховної Ради УРСР 8-9-го скликань.

## Біографія
Народилася у селянській родині. Освіта середня.
У 1959 — 1961 р. — робітниця радгоспу імені Кірова Одеської області.
З 1961 р. — мотористка, з 1963 р. — машиніст мостового крана (кранівниця) головного заводу виробничого об'єднання «Дніпроенергобудіндустрія» у місті Світловодську Кіровоградської області.
Потім — на пенсії у селищі Власівка Світловодської міської ради Кіровоградської області.

## Нагороди
- ордени
- медаль «За трудову доблесть»
- медалі